# قص الوزن
قص الوزن هو ممارسة فقدان الوزن السريع قبل المنافسة الرياضية. يحدث هذا في أغلب الأحيان من أجل التأهل لفئة وزن أقل (عادة في رياضات القتال، حيث يكون الوزن ميزة كبيرة) أو في الرياضة حيث يكون من المفيد أن تزن أقل قدر ممكن (أكثر رياضات الفروسية بشكل ملحوظ). هناك نوعان من قص الوزن: الأولى هي لانقاص الوزن في شكل الدهون والعضلات في الأسابيع السابقة على الحدث. والآخرى هي فقدان الوزن على شكل ماء في الأيام الأخيرة قبل المنافسة.
نادراً ما يقدم خبراء التغذية نصيحة حول كيفية خفض الوزن بأمان أو بفعالية، ويوصي بعدم قص الوزن. ومع ذلك، يختار العديد من الرياضيين القيام بذلك لأنهم يرغبون في اكتساب ميزة في رياضتهم.

## اتباع نظام غذائي
بالإضافة إلى تحسين الأداء من خلال الأكل الصحي، سيسعى بعض الرياضيين إلى إنقاص الوزن من خلال اتباع نظام غذائي وممارسة التمارين الرياضية. من خلال فقدان الدهون يأملون في الحصول على «نسبة قوة إلى كتلة» أعلى أو «وزن خفيف». وهذا يعني المزيد من العضلات وأقل من الدهون، ويجب أن يمنحهم نظريا ميزة ضد الرياضيين الآخرين من نفس الوزن.